# Петров, Виктор Афанасьевич
Виктор Афанасьевич Петров (род. 15 января 1938, Ленинград, СССР) — советский, российский кинооператор и режиссёр документальных, научно-популярных и рекламных фильмов, реставратор иконописи.

## Ранние годы
Родился в 1938 году в Ленинграде.
В период с 1941 по 1944 год находился в Могилевской области (Белоруссия) в немецкой оккупации.
В 1950-х годах был ленинградским стилягой.

## Учёба и работа
Окончил в 1961 году геологический факультет Ленинградского государственного университета (ЛГУ им. Жданова). Работал в Воркуте в комплексной геолого-разведочной экспедиции геологом.
В 1972 году окончил Всесоюзный государственный институт кинематографии (ВГИК), мастерская П. Ногина.
С 1964 по 1975 год работал ассистентом кинооператора, кинооператором и кинорежиссёром на Ленинградской студии документальных фильмов (до 1968 года — Ленинградская студия кинохроники).
С 1975 по 1996 год работал кинооператором и кинорежиссёром на Ленинградской студии научно-популярных фильмов (Леннаучфильм).
В 1989 году был участником последней советской дрейфующей станции Северный полюс-31.
Член Союза кинематографистов России.

## Интересные факты биографии
В 1950—1960-е годы соседями Петрова по коммунальной квартире (Греческий проспект, дом 13) были Александр Броневицкий и Эдита Пьеха.
В 1963 году в составе одной из первых групп советских туристов встречался на Кубе с Фиделем Кастро.

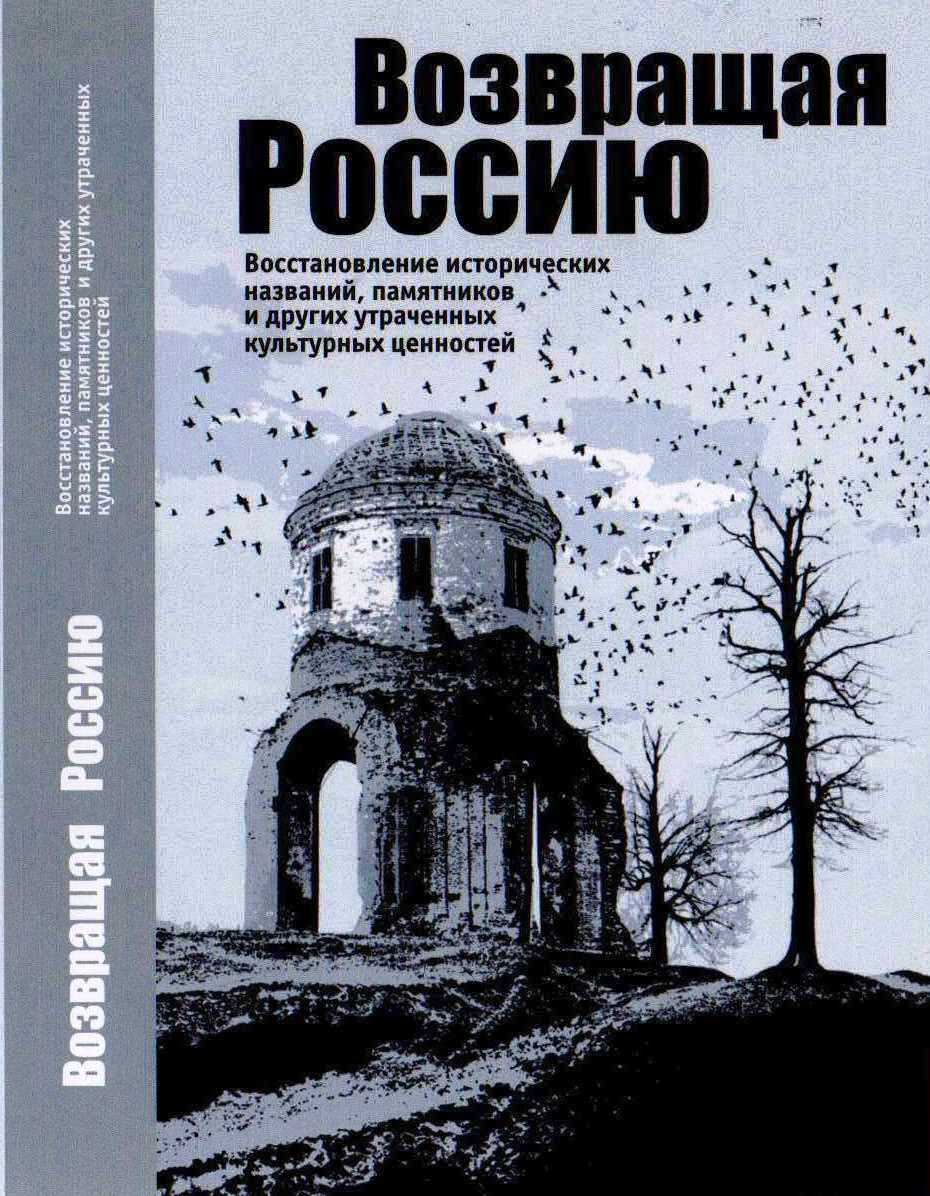
Обложка сборника «Возвращая Россию», 2013 год, с фотографией В. Петрова: остатки храма Михаила Архангела в г. Севск

Фотография развалин храма Михаила Архангела в городе Севске (Брянская область), сделанная Петровым в 1983 году, была использована при оформлении обложки сборника «Возвращая Россию», соавторами которого стали бывший министр культуры Владимир Мединский, протодиакон Андрей Кураев и др.

## Факты кинобиографии
10 марта 1966 года в Ленинграде принимал участие в несанкционированных съемках отпевания и похорон поэтессы Анны Ахматовой совместно с режиссёрами С.Шустером, С. Д. Арановичем, операторами А. Д. Шафраном, А. Рейзентулом, В. Гулиным и другими . В 1989 году отснятые материалы были использованы С. Д. Арановичем в документальном фильме «Личное дело Анны Ахматовой».
В 1972 году снимал в качестве оператора первый советский рекламный кинофильм для внутреннего зрителя «Шоколад». Данный фильм — также одна из первых работ в качестве автора сценария Никиты Михалкова.
В 1973 году снял первую отечественную кинорекламу с элементами эротики — «Женское бельё». Вот что сообщает «МК в Питере» об этом фильме со слов в тот период художественного руководителя объединения рекламных фильмов Ленинградской студии Кинохроники 

С красивыми телами в советской рекламе была напряженка. Сергей Бондарчик с трудом вспоминает лишь один случай, когда перед камерой оказалась полуобнаженная девушка. Она рекламировала женское белье, а потому набросила на плечи лишь прозрачную накидку. Потерявшие совесть операторы снимали девушку против солнца. Сергей Бондарчик говорит, что девушка была так красива, что ролик неожиданно для всех прошел цензуру. В остальной советской рекламе эротикой и не пахло.
В 1975 г. работал вместе с Владимиром Высоцким над рекламным фильмом «Знаки Зодиака», где В. Высоцкий сочинил и исполнил песню «О знаках зодиака». Сергей Бондарчик, в тот период художественный руководитель объединения рекламных фильмов Ленинградской студии Кинохроники, вспоминает об этом фильме:
Идея ролика была проста: Высоцкий за кадром поет свою песню, а актёры перед камерой изображают знаки зодиака. Но и в этой простоте чиновники Госкино СССР нашли крамолу. Главным недостатком рекламы назвали самого Владимира Семеновича, от которого, как известно, всего можно было ожидать. Но последний гвоздь в карьеру режиссёра Петрова забил вовсе не Высоцкий. Во всех бедах оказался виноват красный Лев.
Чтобы зрителям было легче отличать знаки зодиака, каждому из них мы присвоили свой цвет. Так, Лев у нас стал красным. Вскоре Виктора Петрова вызвали на ковер и спросили: «Разве вы не знаете, что красный — это цвет СССР? Неужели вы хотите сказать, что Страна Советов — это такой же хищник, как и лев?».

После того, как режиссёр послушно вырезал красного Льва, ролик приняли.

## Реставрационная деятельность

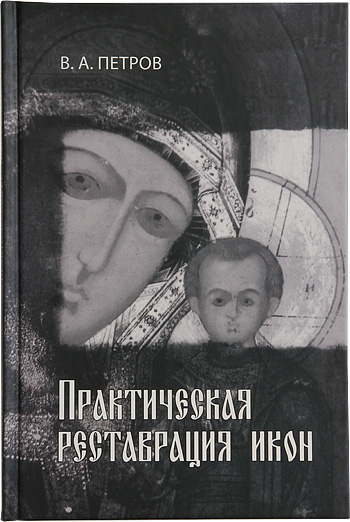
Обложка монографии В.Петрова по реставрации

С начала 1970-х присоединяется к неофициальному стихийному движению русской интеллигенции по спасению отечественной иконописи, массово уничтожавшейся в советские годы. Это движение описано в рассказе Владимира Солоухина «Чёрные доски». Реставрирует иконы из церковных и частных собраний. Разработал собственные методы реставрации, в том числе уникальные растворы для этих целей.

### Публикация реставрационного опыта
Результаты 40-летней практики по реставрации и находок в этой сфере изложил в монографии «Практическая реставрация икон» . В этой книге Петров впервые описывает особенности работы с медными красками, даёт новые методики реставрации масляной иконописи.
Лейтмотивом книги Петрова по реставрации является недопустимость существующей «монополии музейных реставраторов»:
«Профессиональные секреты» в некоторых областях приносят больше вреда, чем пользы. Представляют ли музейные работники, сколько вреда отечественному культурному наследию принесли их попытки создать монополию на реставрацию, на сведения о её методах? Сколько икон и других святынь и произведений искусства были уничтожены или повреждены при неловких и непрофессиональных попытках их сохранения для следующих поколений?"
По мнению Петрова, к реставрации поздних массовых икон из частных и церковных собраний нельзя предъявлять те же требования, что к живописи, представляющей собой памятник истории и культуры (в части последних недопустимы, например, дописки утраченных фрагментов). В не меньшей степени следует учитывать, что частные владельцы икон и церкви не в состоянии заказать дорогостоящую и длительную по времени реставрацию в музеях, а последние, в свою очередь, не в состоянии, удовлетворить увеличившийся спрос. По этим причинам, утверждает Петров, данные о методах реставрации должны быть индивидуальны в зависимости от иконы и открыты, попытку чего автор и предпринимает в своей книге.

Книга посвящена 
"всем священнослужителям, мирянам, музейным работникам, простым гражданам России, которые в советские годы, рискуя жизнью, благосостоянием и карьерой, спасали ИКОНЫ - не нужное атеистическому государству духовное и культурное  наследие наших предков".

### Критика «Практической реставрации икон»
В ответ на критику музейных реставраторов В.Петровым на кафедре реставрации Факультета церковных художеств ПСТГУ была составлена рецензия, в которой предложенные автором подходы, в свою очередь, подвергаются критике. Авторы рецензии Г. С. Клокова и О. В. Демина полагают, что некоторые из них неприменимы.

## Публикации
В 1961 году в чехословацком журнале «Фотография» опубликована статья В. А. Петрова «Демократичность и другие проблемы художественной фотографии».
В 2008 году В. А. Петров опубликовал автобиографическую книгу «Страх, или Жизнь в Стране Советов», в которой дал собственный, критический анализ различных аспектов советского строя. Основной вывод данной книги в том, что главная черта советского периода истории России — страх многих граждан перед государством и зеркальная боязнь власти большевиков перед своим народом:
... я вынужден был  всё время  молчать  и  прятаться,  как  серая мышка,  пребывая  в  страхе,  и  смог свободно вздохнуть  только  в конце  80-х,  когда  мертворожденный режим  рухнул сам по себе,  без  войн  и  революций. Но  страх  был взаимным.  ОНИ  никого так не  боялись,  как  своего  собственного народа
.
В публикации «Война имеет трупный запах» Петров описывает своё пребывание в городе Горки Могилёвской области, оккупированном фашистами, и отстаивает позицию, согласно которой романтизация и идеализация войны недопустима, в особенности если речь идет о Великой Отечественной войне, в которой СССР понёс огромные потери:
Чья  это  была  техника,  не  знаю,  и  над  всем  этим  стоял  тошнотворный  и  приторный  трупный  запах!  Дышать  было  нечем.  Самих  трупов  было не  видно – только  этот ужасный  запах!
Всем  хочется  иметь  красивую  и  героическую  историю. Это  естественно. Я  же  свидетельствую:  ВОЙНА  ИМЕЕТ  ТРУПНЫЙ  ЗАПАХ.  Об  этом  как-то  не  принято  говорить,  ни  в  книгах,  ни  в  статьях.  То ли  эти  писатели  сами  были  далеко  от  войны,  то  ли не хотят  пугать  читателей  правдой.

## Избранная фильмография В. А. Петрова

### Ленинградская студия документальных фильмов
- «Сегодня премьера», 1965
- «От чанов до проходных шнековых аппаратов», 1968
- «Поточный метод изготовления бортовых колец», 1968
- «Флаги над гаванью», 1968
- «Судья», 1971
- «Строительные материалы СССР», 1971
- «Новое в строительстве животноводческих помещений», 1971
- «Мы — советский народ», 1972
- «За 10 минут до звонка», 1972
- «Солдат — сын солдата», 1972
- «Шоколад», рекламный, 1972
- «Охрана труда на жд транспорте», 1972
- «Ошибка бригадира», 1972
- «Мелодии России», рекламный, 1973
- «Плащи», рекламный, 1973 (режиссёр)
- «Женское белье», 1973 (режиссёр)
- «С песней по жизни», 1974
- «Твой след на земле», 1974
- «Почему человек сеет хлеб?», 1974
- «Коэффициент безопасности», 1975
- «Рассказы о советских женщинах», 1975
- «Знаки зодиака», рекламный, 1975 (режиссёр)

### Ленинградская студия научно-популярных фильмов
(Леннаучфильм)
- «Технология изготовления обуви», 1976
- «Урок № 13», 1977
- «Сложное движение точки», 1977
- «Оказание первой помощи пострадавшим на полевых геологических работах», 1978
- «От первой в мире АЭС к гигантам атомной энергетики», 1978
- «Вологодская швейная фабрика», 1978
- «Архангельское ПШЭ», 1978
- «Водогрейные котлы», 1979
- «Защита культурных ценностей от оружия массового поражения», 1979
- «Прядильно-крутильные машины. Часть 3.», 1979
- «Охрана труда транспортных строителей», 1980
- «Договор поставки», 1981
- «Энергоснабжение в строительстве», 1983
- «Межхозяйственные предприятия по производству кормов на пойменных землях», 1983
- «Адмирал Макаров», 1984
- «Мир народных промыслов», 1984
- «Выращивание лиственницы», 1984 (режиссёр)
- «Конструкторы лучей», 1985
- «Ловушка», 1986
- «Андрей Рублев», 1987
- «Воззрение на Святую Троицу», 1988
- «Исследуем Арктику», 1989 (режиссёр)
- «Производство капроновых нитей»,1989 (режиссёр)
- «Над вечным покоем», 1990
- «Добыча и использование сапропелей», 1990 (режиссёр)
- «Ученые мира — Крайнему Северу», 1991 (режиссёр)
- «Ринг — дело благородное», 1991 (режиссёр)
- «Земля Камчадалия», 1991 (режиссёр)
- «Байкальские предания», 1992 (режиссёр)
- «Аграрная реформа Николая Травкина», 1993 (режиссёр)
- «Встреча», 1994
- «Российские меры», 1994.
- «Морские наводнения на компьютере», 1995 (режиссёр)
- «Лик», 1996

## Кинонаграды
- 1973 год: фильм «Солдат — сын солдата» получил почётный диплом Интервидения в Праге.
- 1976 год: фильм «Почему человек сеет хлеб» получил Диплом и премию ВЦСПС на Всероссийском конкурсе сельскохозяйственных фильмов в Ярославле[2].
- 1986 год: фильм «Межхозяйственные предприятия по производству кормов на пойменных землях» получил 3-ю премию и диплом на 4-м Всесоюзном фестивале фильмов о развитии Нечернозёмной зоны.
- 1990 год: фильм «Над вечным покоем» получил специальный приз Академии экранного искусства на 2-м Всероссийском фестивале «Православное кино».